# Sosopan Julu
Sosopan Julu is een bestuurslaag in het regentschap Padang Lawas van de provincie Noord-Sumatra, Indonesië. Sosopan Julu telt 155 inwoners (volkstelling 2010).